# Nicolaus Benedicti (död 1638)
Nicolaus Benedicti Lincopensis, död 1638 i Löts församling, var en svensk präst.

## Biografi
Benedicti studerade vid gymnasiet och prästvigdes 21 maj 1615 till huspredikant på Västerby i Vårdnäs församling. Han blev 1635 kyrkoherde i Löts församling. Benedicti avled 1638 i Löts församling.

### Familj
Benedicti var gift med en kvinna och de fick tillsammans sonen komministern Petrus Lothigius i Vikingstads församling.